# (3059) Pryor
(3059) Pryor est un astéroïde de la ceinture principale.

## Description
(3059) Pryor est un astéroïde de la ceinture principale. Il fut découvert le 3 mars 1981 à Siding Spring par Schelte J. Bus. Il présente une orbite caractérisée par un demi-grand axe de 2,27 UA, une excentricité de 0,13 et une inclinaison de 2,4° par rapport à l'écliptique.

## Compléments